# Boliviaparakit
Boliviaparakit (Myiopsitta luchsi) är en fågel i familjen västpapegojor inom ordningen papegojfåglar.

## Utbredning och systematik
Boliviaparakit förekommer i centrala Bolivia. Den kategoriserades tidigare som underart till munkparakit (M. monachus). Fågeln anses vara monotypisk, det vill säga att den inte delas in i några underarter.

## Status
IUCN kategoriserar arten som nära hotad.

## Namn
Fågelns vetenskapliga artnamn hedrar Carl Johann Nepomuk Ernst Luchs (1812-1886), preussisk naturforskare, avikulturalist och vän till Otto Finsch som beskrev arten 1868.